# Torit
Torit er en by der er hovedstad i   delstaten Eastern Equatoria i Sydsudan.

## Historie
Den 18. august 1955 gjorde Equatoria Corps mytteri  ved Torit, hvilket startede den første sudanesiske borgerkrig.  I 1964 lukkede militærregeringen i Khartoum "alle de kristne missionsskoler" i området. Torit fik kommunestatus, administreret af en borgmester den 19. august 2013, og den første borgmester i Torit kommune var  Ustaz, Stephen Osfaldo Lobali.

## Beliggenhed
Byen ligger i Torit County i delstaten Eastern Equatoria  i den sydøstlige del af Sydsudan, tæt på den internationale grænse til Republikken Uganda. Den ligger cirka 150 kilometer øst for Juba, hovedstaden og den største by i Sydsudan, ad vej.

## Befolkning
Befolkningen i Torit blev i 2004 anslået til 20.050, og i henhold til folketællingen i 2008, 33.657 mennesker.

## Uddannelse
Equatoria International University åbnede midlertidigt i Torit den 21. juni 2019, selvom universitetet er ved at bygge en permanent lokation 5 km syd for byen.